# Olympische Winterspiele 2002/Teilnehmer (Rumänien)
| Gelbes Symbol für Goldmedaillen mit stilisierten Olympischen Ringen | Graues Symbol für Silbermedaillen mit stilisierten Olympischen Ringen | Braundes Symbol für Bronzemedaillen mit stilisierten Olympischen Ringen |
| ------------------------------------------------------------------- | --------------------------------------------------------------------- | ----------------------------------------------------------------------- |
| —                                                                   | —                                                                     | —                                                                       |

Rumänien nahm an den Olympischen Winterspielen 2002 im US-amerikanischen Salt Lake City mit einer Delegation von 21 Athleten in acht Disziplinen teil, davon elf Männer und zehn Frauen. Ein Medaillengewinn gelang keinem der Athleten.
Fahnenträgerin bei der Eröffnungsfeier war die Biathletin Éva Tófalvi.

## Teilnehmer nach Sportarten

### Biathlon
Männer
- Marian Blaj
10 km Sprint: 42. Platz (27:25,5 min)
12,5 km Verfolgung: 55. Platz (39:31,2 min)
20 km Einzel: 51. Platz (57:36,8 min)

Frauen
- Dana Cojocea
7,5 km Sprint: 55. Platz (24:17,3 min)
10 km Verfolgung: Rennen nicht beendet
15 km Einzel: 61. Platz (57:37,0 min)

- Alexandra Rusu
7,5 km Sprint: 72. Platz (27:20,0 min)

- Éva Tófalvi
7,5 km Sprint: 61. Platz (24:43,7 min)
15 km Einzel: 52. Platz (54:36,7 min)

### Bob
Männer, Zweier
- Florin Enache, Adrian Duminicel (ROU-1)
25. Platz (3:14,43 min)

Männer, Vierer
- Florin Enache, Adrian Duminicel, Iulian Păcioianu, Teodor Demetriad (ROU-1)
21. Platz (3:11,66 min)

Frauen
- Erika Kovacs, Maria Spirescu (ROU-1)
15. Platz (1:40,74 min)

### Eiskunstlauf
Männer
- Gheorghe Chiper
23. Platz (32,5)

Frauen
- Roxana Luca
23. Platz (35,0)

### Eisschnelllauf
Frauen
- Andrea Jakab
1000 m: 34. Platz (1:19,60 min)
1500 m: 31. Platz (2:02,23 min)
3000 m: 24. Platz (4:17,03 min)

- Daniela Oltean
1500 m: 36. Platz (2:04,48 min)
3000 m: 29. Platz (4:21,73 min)

### Rennrodeln
Männer, Einsitzer
- Eugen Radu
44. Platz (3:15,327 min)

- Ion Cristian Stanciu
32. Platz (3:04,614 min)

- Marian Tican
34. Platz (3:05,299 min)

Männer, Doppelsitzer
- Eugen Radu & Marian Tican
15. Platz (1:27,846 min)

- Ion Cristian Stanciu & Robert Taleanu
16. Platz (1:27,956 min)

### Shorttrack
Frauen
- Katalin Kristo
500 m: 22. Platz (im Vorlauf ausgeschieden)
1000 m: 20. Platz (im Vorlauf ausgeschieden)
1500 m: 17. Platz (im Vorlauf ausgeschieden)

### Ski Alpin
Frauen
- Alexandra Munteanu
Abfahrt: 33. Platz (1:46,29 min)
Super-G: 29. Platz (1:17,84 min)
Riesenslalom: 41. Platz (2:42,20 min)
Kombination: 22. Platz (2:58,53 min)

### Skilanglauf
Männer
- Zsolt Antal
1,5 km Sprint: 46. Platz (3:05,24 min)
20 km Verfolgung: 59. Platz (29:13,0 min)
30 km Freistil: 26. Platz (1:14:47,1 h)